# Diana Elles
Diana Louie Elles, baronessa Elles, z domu Diana Newcombe (ur. 19 lipca 1921 w Bedford, zm. 17 października 2009) – brytyjska polityk, prawnik i działaczka społeczna, w latach 1972–2009 członek Izby Lordów, posłanka do Parlamentu Europejskiego I i II kadencji.

## Życiorys
Córka pułkownika Stewarta Francisa Newcombe’a i Elizabeth Chaki. Kształciła się w prywatnych szkołach w Londynie, Paryżu i Florencji, w 1941 uzyskała tytuł Bachelor of Arts z języka francuskiego i włoskiego na Uniwersytecie Londyńskim. Podczas II wojny światowej służyła w Women’s Auxiliary Air Force, w 1944 uzyskując rangę flight officer. Ze względu na zdolności matematyczne podjęła współpracę z Bletchley Park, zajmując się łamaniem szyfrów, a także ucząc języka japońskiego. W 1956 została przyjęta do Lincoln’s Inn, uzyskując uprawnienia barristera, była także pracownicą socjalną. Zajmowała stanowisko dyrektor National Institute of Houseworkers, a także przewodniczącej European Union of Women (od 1970 odnogi brytyjskiej, od 1973 do 1979 całej organizacji). Od 1977 do 1986 wchodziła w skład rady Chatham House, była również zarządcą University of Reading od 1986 do 1996. Działała w różnych organizacjach społecznych, w tym jako wiceprzewodnicząca UK Association of European Lawyers. Opublikowała kilka książek o tematyce prawnej i europejskiej.
W 1972 wykreowana baronessą Elles, w tym samym roku została parem dożywotnim i z ramienia Partii Konserwatywnej zasiadła w Izbie Lordów, w której pozostała do śmierci. Od 1972 oddelegowana do Zgromadzenia Ogólnego Organizacji Narodów Zjednoczonych, od 1975 do 1979 była specjalnym wysłannikiem ONZ ds. praw człowieka. Od 1973 do 1975 oddelegowana także do Parlamentu Europejskiego, w 1979 i 1984 wybierana do niego w wyborach bezpośrednich. Od 1982 do 1987 pozostawała wiceprzewodniczącą tego gremium. Przystąpiła do frakcji Europejscy Demokraci, pełniła funkcję jej wiceprzewodniczącej, a w 1987 ubiegała się o przywództwo tej grupy. Po zakończeniu kadencji w Europarlamencie w 1989 związała się z belgijską firmą prawniczą Van Bael and Bellis.
Od 1945 zamężna z Neilem Patrickiem Moncrieff Ellesem, mieli dwójkę dzieci, w tym polityka Jamesa.